# Золотодобывающая шахта в Злоты-Сток
Золотодобывающая шахта в Злоты-Сток — ныне закрытая золотодобывающая шахта в городке Злоты-Сток в Нижнесилезском воеводстве Польши. Ныне шахта превращена в музей горного дела.

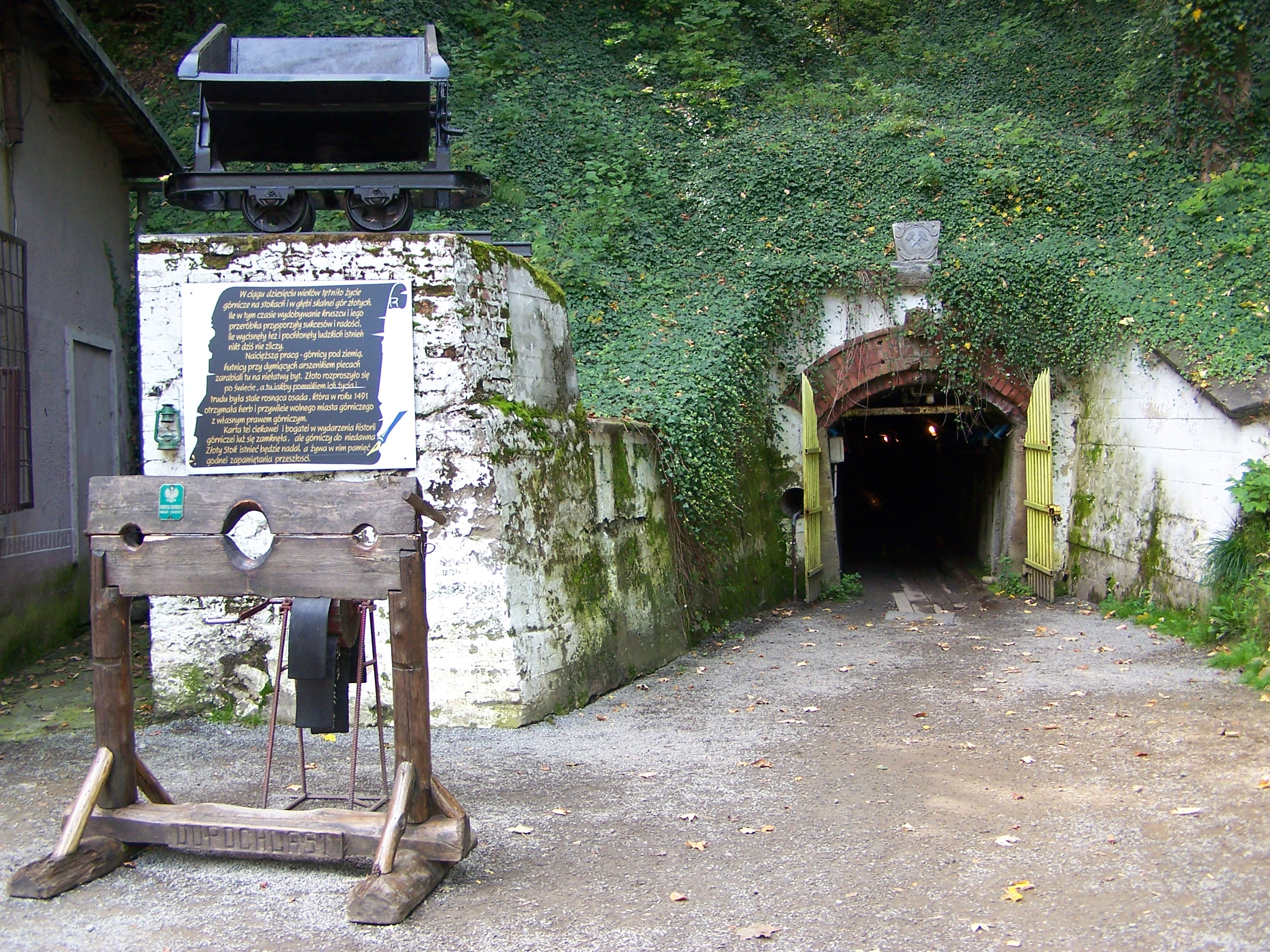
Вход в шахту

## История развития горного дела в Злоты-Сток
В 1933 году в Злоты-Сток (пол. Złoty Stok, старое название Райхенштайн нем. Reichenstein, с немецкого — «богатый камень») торжественно праздновали тысячелетие местного горного дела. Однако дата начала горных работ не была достаточно подтверждена документально и основана была лишь на найденных горных сооружениях датированных концом первого тысячелетия.
Древнейшие письменные источники в которых упомянут Злоты-Сток связаны с заложенным в 1210 г. монастырем цистерцианцев («белых монахов»), а первое упоминание о горных работах появилось лишь в 1273 году. Это была привилегия Генриха Пробус, выдано монастырю на геологический поиск. Миссионерской задачей «белых монахов» была горно-хозяйственная колонизация центральной и Восточной Европы.
С XIV века начинаются периоды стремительных взлетов и падений местной золотодобычи, что связано с различным содержанием золота в рудных телах, наиболее богатые из них имели содержание золота до 14 грамм на тонну. Средняя ежегодная добыча золота за XIV—XVI века составляла около 140 кг, но были периоды когда добыча многократно возрастала. (примерно 10 % от общего европейского), были отдельные периоды, когда получали в несколько раз больше, что прославило эти рудники по всей Европе.
Георгий Агрикола писал в середине XVI века: «Золото находят в нескольких местностях… Однако больше других преуспевает золотой рудник в Райхенштайн».
В городе чеканились золотые монеты номиналом 10 дукатов, которые имели широкий международный оборот.
Во время пожара в 1428 году (период гуситских войн) были уничтожены горные и металлургические орудия, а также все документы за предыдущие годы. Поэтому сейчас трудно детально воспроизвести историю тех времён.
Рудник и поселение при нём сильно развивались и 17 февраля 1491 года он получает права вольного горняцкого города (пол. Wolne Miasto Górnicze), герб и флаг.